# Чернин, Гумпрехт
Гумпрехт III Чернин из Худениц (чеш. Humprecht III. Czernin z Chudenic; апрель 1570 — 22 мая 1632, Раденин, Чешское королевство) — чешский политический деятель, член Директории в 1618—1619 годах.
Гумпрехт Чернин принадлежал к чешскому аристократическому роду, представители которого исповедовали католицизм. Он родился в 1570 году в семье Яна Чернина из Худениц и Марии Анны из Ржичан. В 1605 году стал гетманом Влтавского края, в 1616 — вице-камергером Чешского королевства. В 1618 году Чернин поддержал антигабсбургское восстание и стал членом Директории, однако вёл себя осторожно, не разрывая окончательно с имперской партией. После окончательного разгрома повстанцев на Белой горе он выступил за то, чтобы сдать Прагу без боя. В итоге Чернина не стали наказывать: он только провёл некоторое время под домашним арестом и сделал пожертвование в пользу церкви Святого Иакова в Старом Месте, тогда как его брата Дивиша казнили. Гумпрехт продолжил карьеру, став императорским советником, камергером, президентом земского суда, бургграфом Карлштейна и Градецкого края. В марте 1623 года он получил почётный статус «свободного пана», в июне 1627 года — графский титул. Он умер в мае 1632 года и был похоронен в Раденине.
В апреле 1594 года Гумпрехт Чернин женился на Еве Поликсене Ворачицкой, дочери Адама Ворачицкого и его жены Анны Каплирж. В этом браке родился сын Ян Кртитель Адам (1597—1642).